# Флаг Тернополя
Флаг Тернополя (укр. Прапор Тернополя) — один из символов города Тернополь, центра Тернопольского района и Тернопольской области Украины. Утверждён постановлением Тернопольского городского совета народных депутатов от 9 апреля 1993 года.

## Описание
Флаг города представляет собой прямоугольное полотнище, состоящее из трёх горизонтально расположенных цветных полос: верхняя — синего цвета, составляющая четверть ширины флага, средняя — белого цвета, которая занимает половину ширины флага, и нижняя — жёлтого цвета, составляющая четверть ширины флага. На полосе белого цвета в центре изображён большой герб города. Отношение ширины флага к его длине — 2:3.

## Интересные факты
- 17 сентября 2010 года военные моряки украинского флота и представители Тернопольского городского совета поднялись на самую высокую гору Украины — Говерлу, где развернули флаги Тернополя и Военно-морских сил Украины. Восхождение на Говерлу было приурочено к 470-й годовщине Тернополя и стало своеобразной благодарностью военных моряков жителям города за постоянную поддержку украинского флота и оказания шефской помощи военным кораблям, в том числе корвету «Тернополь»[2].

- В 2012 году флаг Тернополя поднимался на корвете «Тернополь» во время празднования шестой годовщины поднятия на корабле украинского флага[3].